# Argunovskij
Argunovskij in russo Аргуновский? è una città situata in Russia, nell'Oblast' di Arcangelo, nel Vel'skij rajon.